# Marie-Adélaïde de Savoia
Marie-Adélaïde de Savoia (6 decembrie 1685 - 12 februarie 1712) a fost mama regelui Ludovic al XV-lea al Franței. Fiica cea mare a lui Victor Amadeus al II-lea al Sardiniei și a primei sale soții, Anne Marie de Orléans. Ducesă de Burgundia după căsătorie, la moartea socrului său, Delfinul Ludovic, în 1711, devine Delfină a Franței. Moare de pojar în 1712, la douăzeci și șase de ani, iar soțul său moare o săptămână mai târziu de aceeași boală.

## Date biografice

### Copilăria
S-a născut în Palatul Regal din Torino în decembrie 1685, iar mama sa Anne Marie de Orléans, care avea șaisprezece ani, era să moară la nașterea sa. Bunicii ei materni au fost Filip al Franței, Duce de Orléans, fratele regelui Ludovic al XIV-lea și Prințesa Anne Henrietta a Angliei. Datorită legii salice nu avea cerințele necesare să moștenească ducatul de Savoia. Nașa ei a fost bunica sa, Marie Jeanne de Savoia, iar nașul său a fost prințul Emanuele Filiberto de Savoia-Carignano. A fost legată în mod particular de bunica și mama sa, care în contrast cu protocolul regal al vremii, s-a ocupat personal de creșterea copiilor săi. În copilărie Maria Adelaide și sora sa Maria Luisa obișnuiau să meargă des la Vigna di Madama și săptămânal mergeau să o viziteze pe bunica lor, la Palazzo Madama, la Torino.

### Logodna și căsătoria

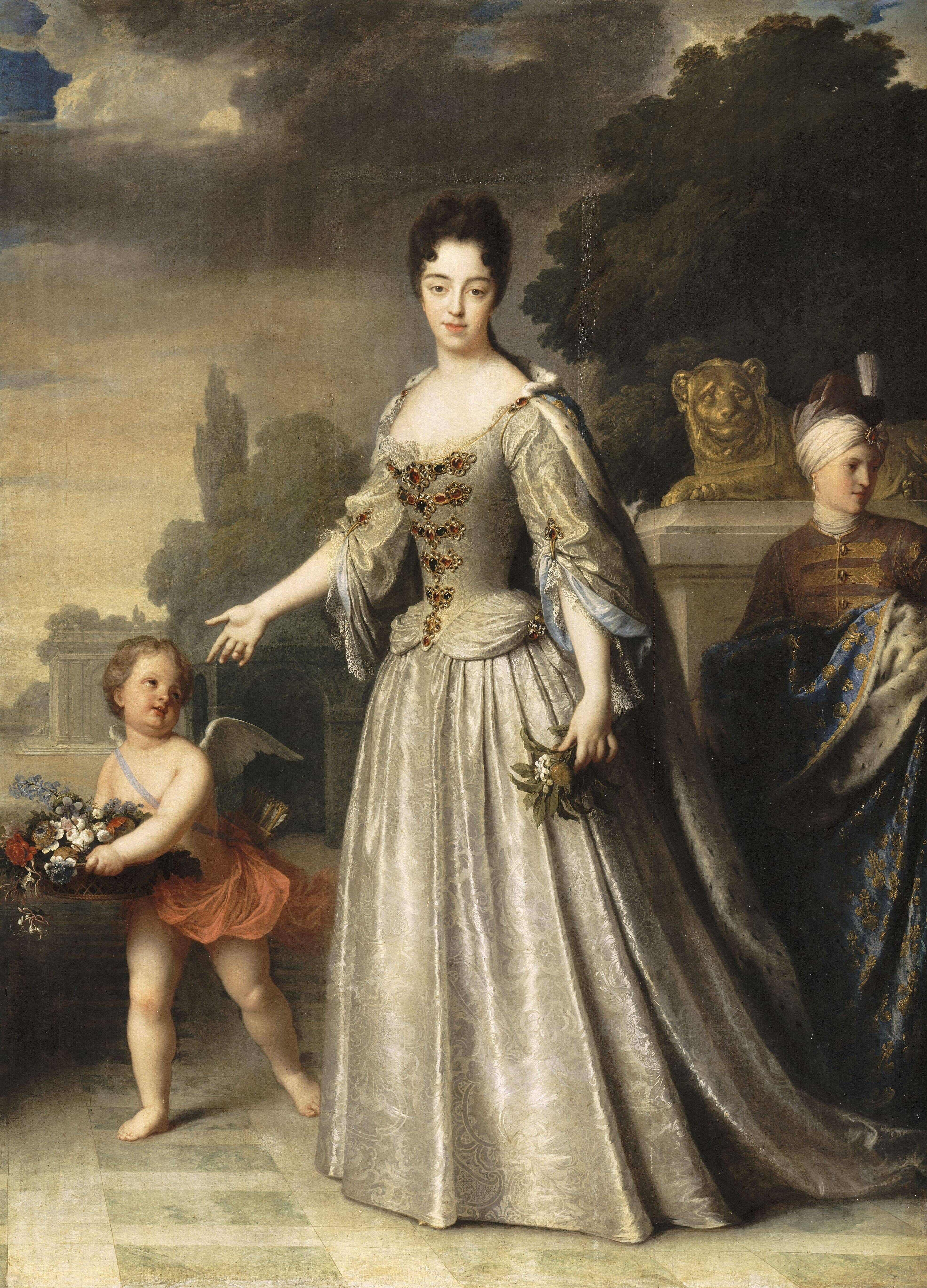
Marie Adelaide de Savoia pictată de Jean Baptiste Santerre(1709)

Când Marie Adelaide a împlinit zece ani a fost logodită cu vărul ei, Ludovic, Duce de Burgundia. Căsătoria a avut loc datorită Tratatului din Torino, prin care tatăl său l-ar fi susținut pe Ludovic al XIV-lea în războiul de nouă ani. Domeniile tatălui său fuseseră devastate în timpul războiului, iar acest tratat putea fi o soluție. Mai devreme, Victor Amadeus a propus-o pe Maria Adelaide pentru o căsătorie cu Arhiducele Iosif, dar Leopold I a refuzat pentru că era prea tânără. La sosirea sa în Franța, s-a întâlnit cu Ludovic al XIV-lea la Montargis, în 4 noiembrie 1696, iar acesta se declară mulțumit de mica prințesă. Prea tânără pentru căsătorie, trei zile pe săptămână a studiat la colegiul deschis de Madame de Maintenon, Maison Royal de Saint-Louis la Saint-Cyr. La 7 decembrie 1697, la doisprezece ani, (vârsta minimă cerută de biserică) Marie-Adélaïde s-a căsătorit cu Ludovic la Versailles. Evenimentul a avut loc după semnarea tratatului de la Ryswick care punea capăt celui de-al doilea război de nouă ani. Soțul ei era fiul cel mare al Delfinului Ludovic, cunoscut la curte drept Monseigneur și al soției sale Maria Anna de Bavaria. Ducele era al doilea în linia de succesiune la tronul Franței.

### Ducesă de Burgundia

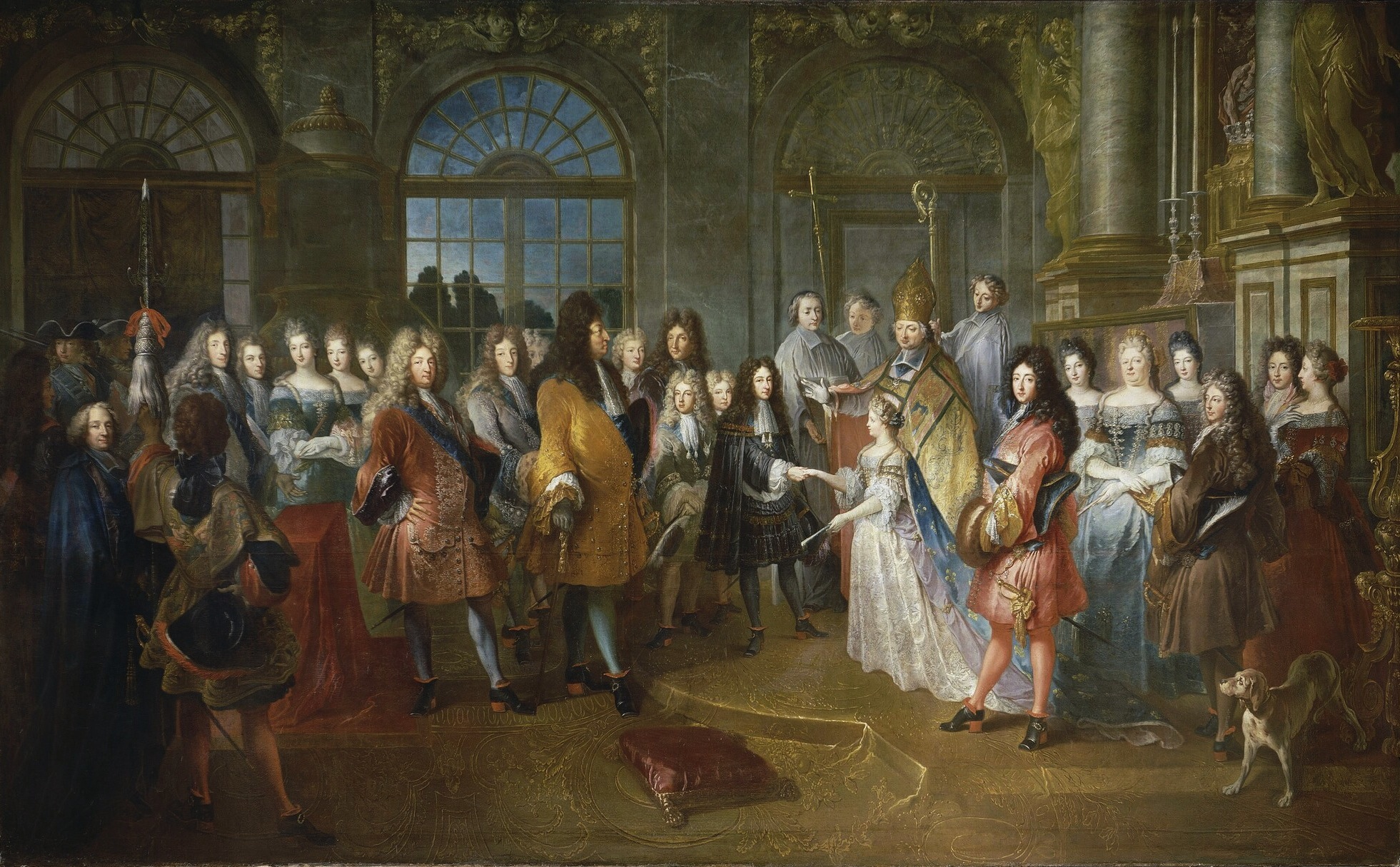
Căsătoria ducelui și ducesei de Burgundia la Versailles, de Antoine Dio

Noua Ducesă de Burgundia a avut o relație strânsă cu Ludovic al XIV-lea și Madame de Maintenon (pentru care folosea apelativul mătușă). Sosirea ei a fost ca o gură de aer proaspăt la monotona curte a Franței. Cu prospețimea și obrăznicia sa, ea l-a cucerit pe bătrânul Ludovic al XIV-lea, care flatat de buna dispoziție și manierele sale, o răsfăța și îi îndeplinea orice capriciu. A purtat o strânsă corespondență cu bunica și părinții săi. Și-a folosit influența asupra regelui, pentru împiedica inamicii săi politici în promovarea cauzelor lor. Acest grup numit Cabale din Meudon, era devotat socrului său, Marele Delfin, pentru a se asigura la urcarea pe tron a acestuia(ceea ce nu se va întâmpla din cauza morții premature a Marelui Delfin). O mare dușmană a Mariei Adelaide era Ducesa de Bourbon, fiica lui Ludovic al XIV-lea și a Marchizei de Montespan. Ducesa dorea ca fiica sa, Louise Élisabeth de Bourbon, să se căsătorească cu Ducele de Berry, fiul mai mic al Marelui Delfin. Pentru a menține propria influență, Maria Adelaide organizează căsătoria Ducelui de Berry cu Marie Louise Élisabeth de Orléans, fiica lui Filip al II-lea, duce de Orléans și a lui Francesca Maria de Bourbon. După câteva avorturi, Maria Adelaide a avut primul fiu în 1704, dar băiatul moare în 1705. În 1707 are al doilea fiu, Ludovic, Duce de Bretania, ce va muri cinci ani mai târziu. În 1710 se naște viitorul Ludovic al XV-lea, ultimul său copil.

### Delfină a Franței

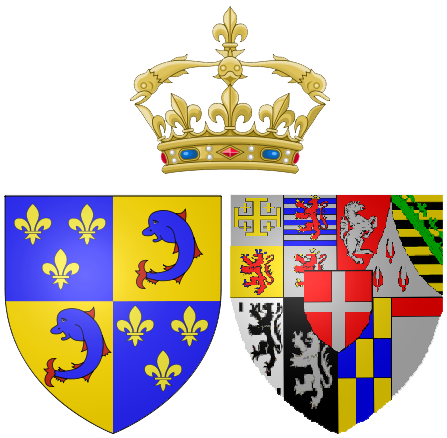
Blazonul Mariei Adelaide ca Delfină a Franței

La începutul lunii aprilie 1711, socrul său, Marele Delfin se îmbolnăvește de variolă și moare în 14 aprilie, la rezidența sa Château de Meudon. După moartea lui, ea și soțul ei au devenit Delfini ai Franței. Curtea în doliu a plecat la Fontainebleau, de unde se întoarce la Versailles în februarie 1712. Maria Adelaide se îmbolnăvește de febră, care degenerează în pojar. Medicii i-au luat sânge și au tratat-o cu vomitive, dar moare la Versailles, la vârsta de douăzeci și șase de ani. Ludovic al XIV-lea și Madame de Maintenon s-au cufundat în tristețe. Madame a spus mai târziu că Maria Adelaide a fost una din cele două persoane pe care Ludovic le-a iubit cu adevărat, cealaltă fiind mama sa, Anna de Austria. Curtea se mută la Marly, pentru a evita răspândirea infecției, iar acolo șase zile mai târziu moare și Marele Delfin, soțul Mariei Adelaide. Cuplul a fost înmormântat împreună la bazilica Saint-Denis în 23 februarie 1712. Fiul său,      Ludovic, duce de Burgundia, devine Delfin, dar și el moare trei săptămâni mai târziu, 8 martie 1712, de pojar. Singurul fiu care a supraviețuit epidemiei, viitorul Ludovic al XV-lea, a rămas izolat în apartamentul său cu Madame de Ventadour, departe de medici. Madame de Ventadour este cunoscută pentru faptul că a salvat viața lui Ludovic al XV-lea. Mai târziu, a patra fiică a lui Ludovic al XV-lea, va fi numită Maria Adelaida, în onoarea mamei sale.

## Copii
Delfinul și Delfina au avut trei copii:
- Ludovic, Duce de Britania (1704-1705)
- Ludovic, Delfin al Franței (1707-1712)
- Ludovic al XV-lea al Franței (1710-1774). Rege al Franței din 1715 până în 1774. Căsătorit cu Maria Leszczyńska și bunic patern a trei regi: 
  - Ludovic al XVI-lea al Franței, ucis în Revoluția franceză
  - Ludovic al XVIII-lea al Franței
  - Carol al X-lea al Franței.